# Tetraphysa tamana
Tetraphysa tamana là một loài thực vật có hoa trong họ La bố ma. Loài này được Morillo miêu tả khoa học đầu tiên năm 1994.